# Agnesholmane
Agnesholmane est une île de Norvège dans le comté de Hordaland. Elle appartient administrativement à Askøy.

## Géographie
Rocheuse et désertique, elle s'étend sur environ 305 m pour une largeur approximative de 200 m.